# Amestigon
Amestigon es una de las bandas de black metal más antiguas de Austria. Se fundó en 1993 por Tharen (también de Dargaard y Dominion III) y Thurisaz. Ambos fueron parte de la banda de black metal Abigor y miembros de esta banda que siguen contribuyendo como invitados en las grabaciones de Amestigon.

## Historia
La banda comenzó grabando dos demos, titulados Mysterious Realms y Through The Ages We Preserve... respectivamente. Ambas fueron grabadas en formato casete. 
Estas demos fueron suficientes para poder firmar un contrato con Napalm Records y publicar un CD split junto con la banda de  avant-garde/folk metal Angizia como su publicación debut. Titulado Mysterious Realms, el CD split fue publicado en 1996.
Sin embargo la propia banda experimentaba dificultades, puesto que tenían problemas en mantener una alineación constante. Después de publicar el mini-CD Höllentanz en 1997, la banda decidió separarse. Esta separación también marcó el fin de su relación con  Napalm Records.
Tharen se fue a la innovadora banda Dargaard (de estilo neoclásico) y a la banda Dominion III (industrial), pero en 1998 su interés en el black metal  se reavivó y decidió reconstruir la banda. Se puso en contacto con Herr Wolf quien estaba de acuerdo en unirse a la banda en invierno de 1998 para hacer las guitarras y, poco después Silenius (voz) y Lanz (guitarra y bajo) completaron la agrupación con Tharen haciendo la percusión y los teclados. Thurisaz abandonaba la banda temporalmente para hacerse cargo de sus responsabilidades en la voz y bajo en Abigor.
La banda publicó un CD promocional en  2000 titulado "Remembering Ancient Origins",  que era una colección de canciones previamente no publicadas desde los años 1995 a 1999. Estuvo limitado a 100 copias y fue publicado directamente por la barda sin ningún sello discográfico involucrado. Este CD ahora está descatalogado.
En 2002 publicaron un CD split con la banda Hellbound, titulado Nebelung, 1384. Fue publicado bajo su nuevo sello Millennium Metal Music. En ese tiempo no hubo noticias acerca de publicaciones futuras, excepto una breve noticia en el sitio oficial que mencionaba un proyecto para 2 nuevos mini-CD.
Tharen comentó después que la banda podía llegar a su final.  Afirmaba que la banda no había contactado en un tiempo y que no habían estado trabajando en nuevo material. Sin embargo, después del split comentaba estar en contacto de nuevo con Thurisaz, y la posibilidad de que se anunciara una nueva alineación.
En 2009 fue publicado su primer álbum de larga duración, Sun of all Suns.

## Miembros

### Actuales
- Tharen - Batería, voces, teclado
- Lanz - Guitarra y bajo
- Herr Wolf - Guitarra
- Silenius - Voces

### Antiguos miembros
- Thurisaz - Guitarra y bajo

## Discografía

### Demos
- Mysterious Realms - 1993 - Demo
- Through The Ages We Preserve...  - 1993 - Demo

### Splits
- Mysterious Realms (Split con Angizia) - 1996
- Nebelung, 1384 (Split with Hellbound) - 2002

### EP
- Höllentanz - 1997
- Remembering Ancient Origins - 2000

### Álbumes
- Sun of all Suns - 2009